# Liste der Biografien/Steine
Liste der Biografien |
Portal Biografien |
Personensuche
# |
A |
B |
C |
D |
E |
F |
G |
H |
I |
J |
K |
L |
M |
N |
O |
P |
Q |
R |
S |
T |
U |
V |
W |
X |
Y |
Z |
?
 
Sa |
Sb |
Sc |
Sd |
Se |
Sf |
Sg |
Sh |
Si |
Sj |
Sk |
Sl |
Sm |
Sn |
So |
Sp |
Sq |
Sr |
Ss |
St |
Su |
Sv |
Sw |
Sy |
Sz
 
Sta |
Ste |
Sth |
Sti |
Stj |
Stl |
Sto |
Str |
Sts |
Stt |
Stu |
Stv |
Stw |
Sty
 
Stea |
Steb |
Stec |
Sted |
Stee |
Stef |
Steg |
Steh |
Stei |
Stej |
Stek |
Stel |
Stem |
Sten |
Steo |
Step |
Ster |
Stes |
Stet |
Steu |
Stev |
Stew |
Stey |
Stez
 
Steib |
Steic |
Steid |
Steie |
Steif |
Steig |
Steij |
Steik |
Steil |
Steim |
Stein |
Steio |
Steir |
Steis |
Steit |
Steiw |
Steix
 
Steina |
Steinb |
Steinc |
Steind |
Steine |
Steinf |
Steing |
Steinh |
Steini |
Steink |
Steinl |
Steinm |
Steinn |
Steino |
Steinp |
Steinr |
Steins |
Steint |
Steinu |
Steinv |
Steinw
Die Liste der Biografien führt alle Personen auf, die in der deutschsprachigen Wikipedia einen Artikel haben. Dieses ist eine Teilliste mit 417 Einträgen von Personen, deren Namen mit den Buchstaben „Steine“ beginnt.

## Steine

### Steineb
- Steinebach, Christoph (* 1959), deutscher Entwicklungspsychologe und Hochschullehrer
- Steinebach, Gerd (* 1962), deutscher Mathematiker
- Steinebach, Jo (1955–2012), deutscher Rock- und Countrymusiker, Musikproduzent und Komponist
- Steinebach, Paul (1927–2017), deutscher Architekt, Stadtplaner und Hochschullehrer

### Steinec
- Steineck, Carl (1821–1899), deutscher Jurist und Politiker
- Steineck, Jörg (* 1979), deutscher Filmemacher und Künstler
- Steineck, Martin (1586–1659), deutscher Benediktiner, Theologe und Prior
- Steineck, Otto (1920–1990), österreichischer Pflanzenbauwissenschaftler
- Steineck, Raji C. (* 1966), deutscher Japanologe und Bioethiker
- Steineck, Walter (1889–1942), deutscher Politiker (NSDAP), MdR
- Steinecke, Albrecht (* 1948), deutscher Geograph
- Steinecke, Dieter (* 1944), deutscher Politiker (CDU), MdLDieter Steinecke (* 1944)

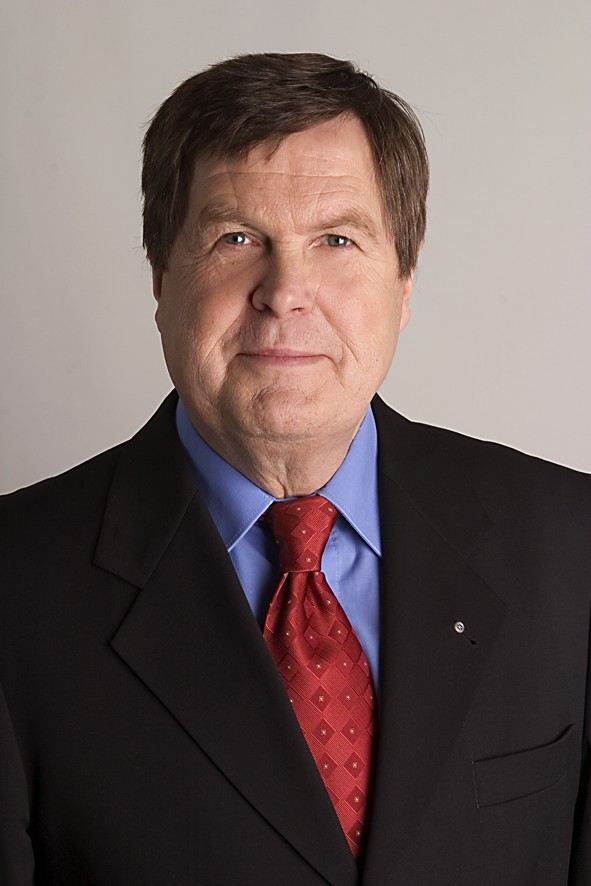
Dieter Steinecke (* 1944)

- Steinecke, Dieter (* 1954), deutscher Politiker (SPD), MdL, MdB
- Steinecke, Gerhard (1933–2013), deutscher Sachbuchautor und Ortschronist von Meißen
- Steinecke, Hartmut (1940–2020), deutscher Literaturwissenschaftler
- Steinecke, Jochen (* 1938), deutscher Politiker (LDPD, FDP), MdVK
- Steinecke, Walter (1888–1975), deutscher Politiker (NSDAP), MdR und Künstler
- Steinecke, Wolfgang (1910–1961), deutscher Musikwissenschaftler, Musikkritiker und Kulturpolitiker
- Steinecker, Alois (1857–1943), deutscher Bauunternehmer
- Steinecker, Werner (* 1957), österreichischer Manager, Generaldirektor der Energie AG Oberösterreich
- Steineckert, Gisela (* 1931), deutsche Schriftstellerin und LyrikerinGisela Steineckert (* 1931)

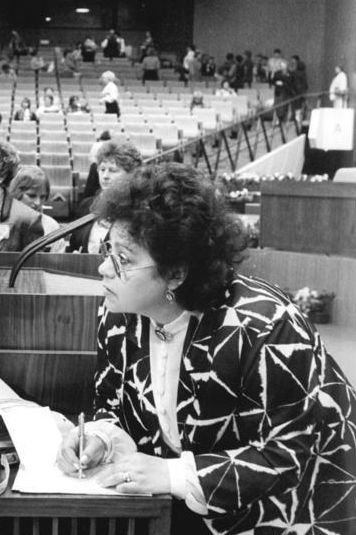
Gisela Steineckert (* 1931)

### Steined
- Steineder, Hans (1904–1976), österreichischer Architekt

### Steineg
- Steinegger, Ambrosius (1833–1913), österreichischer Benediktinermönch, Abt der Abtei Muri-Gries
- Steinegger, Birgit (* 1948), Schweizer Schauspielerin, Parodistin und Unterhaltungskünstlerin
- Steinegger, Christoph (* 1971), österreichischer Grafikdesigner, Art Director und Typograf
- Steinegger, Erwin, österreichischer Skispringer
- Steinegger, Franz (* 1943), Schweizer Jurist und Politiker (FDP)
- Steinegger, Hans (1885–1962), österreichischer Politiker (CSP), Abgeordneter zum Nationalrat
- Steinegger, Ilse (1925–2023), österreichische Hoch- und Weitspringerin
- Steinegger, Johann Anton (1811–1867), Schweizer Politiker
- Steinegger, Jördis (* 1983), österreichische Schwimmerin
- Steinegger, Martin (* 1972), Schweizer Eishockeyspieler
- Steinegger, Otto (1888–1950), österreichischer Politiker (CSP, VF, ÖVP), Landtagsabgeordneter, Abgeordneter zum Nationalrat
- Steinegger, Prisca (* 1977), schweizerische Fussballspielerin
- Steinegger, Ruth (1917–2012), Schweizer Journalistin und Malerin
- Steinegger, Sebastian (1736–1807), Abt des Klosters Wettingen
- Steinegger, Walter (1928–2022), österreichischer Skispringer

### Steinei
- Steineide, Erling (1938–2019), norwegischer Skilangläufer

### Steinek
- Steineke, Elisabeth (1909–2003), deutsche Malerin und Glasmalerin
- Steineke, Max (1898–1952), US-amerikanischer Geologe
- Steineke, Sebastian (* 1973), deutscher Politiker (CDU), MdBSebastian Steineke (* 1973)

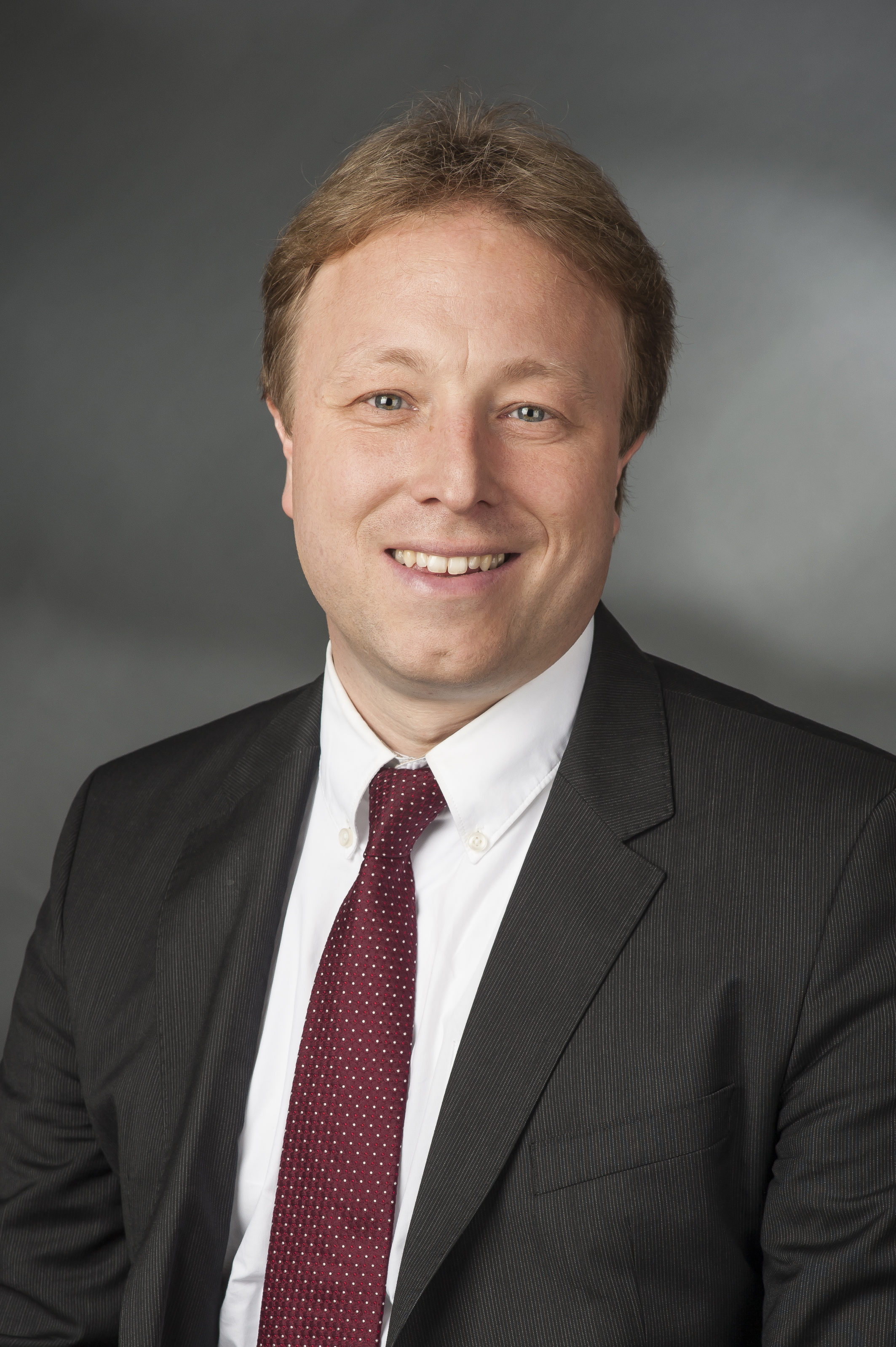
Sebastian Steineke (* 1973)

### Steinel
- Steinel, Eugen (1879–1946), deutscher Jurist und Politiker (DVP), MdL
- Steinel, Kurt (1929–2005), deutscher Grafiker und Illustrator, Rektor der Hochschule für Gestaltung in Offenbach am Main
- Steinel, Margot (* 1964), deutsche Ökotrophologin
- Steinel, Miriam (* 1982), deutsche Eiskunstläuferin
- Steinel, Zacharias (1657–1710), evangelischer Geistlicher

### Steinem
- Steinem, Gloria (* 1934), US-amerikanische Feministin und JournalistinGloria Steinem (* 1934)

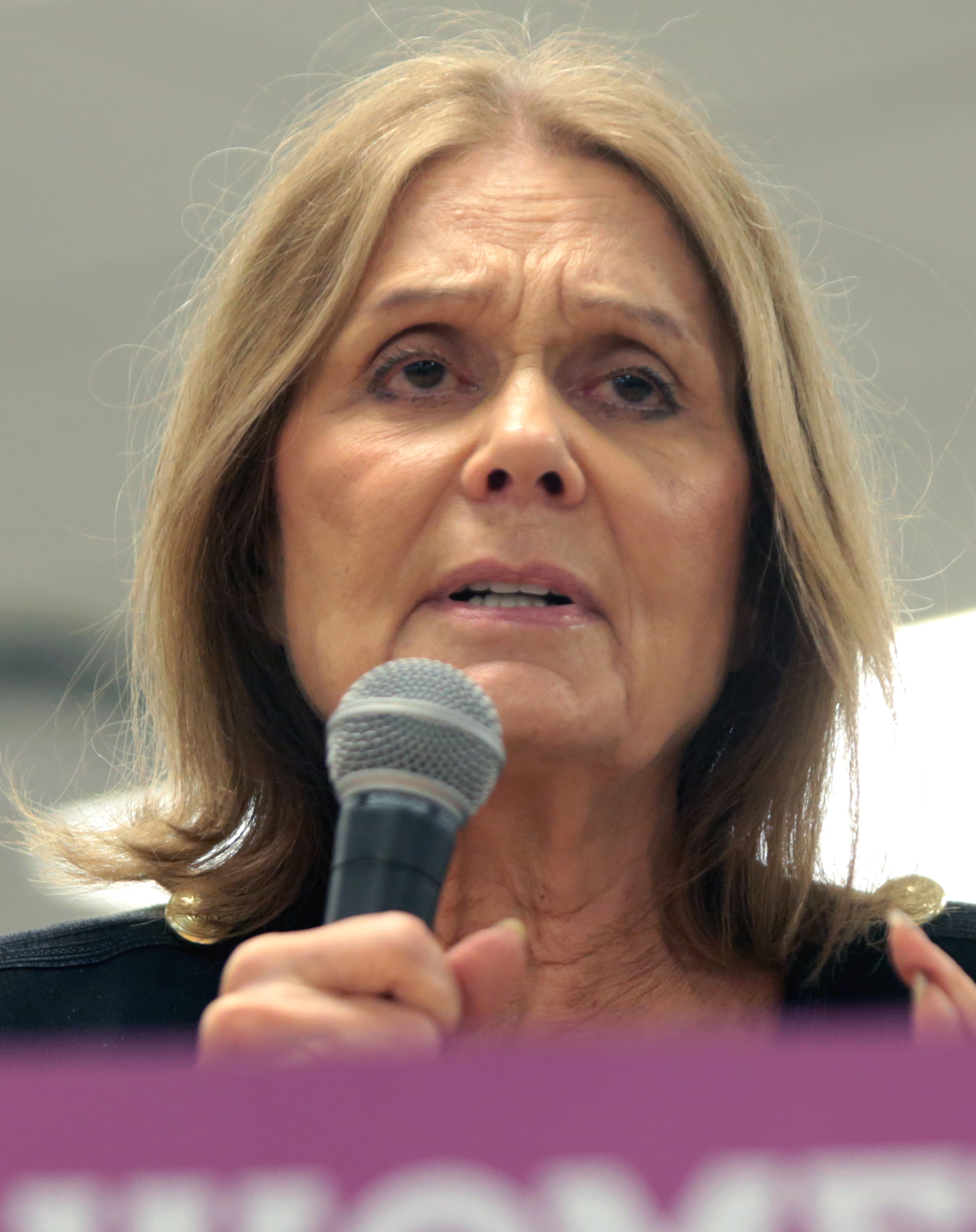
Gloria Steinem (* 1934)

- Steinemann, Barbara (* 1976), Schweizer Politikerin (SVP)
- Steinemann, Eduard (1906–1937), Schweizer Turner
- Steinemann, Elena (* 1994), Schweizer Volleyball-Nationalspielerin
- Steinemann, Ernst (1888–1972), Schweizer Lehrer, Autor und Lokalhistoriker
- Steinemann, Hans (1890–1965), deutscher Politiker (USPD/KPD), MdL
- Steinemann, Heinrich (1840–1902), Schweizer Landwirt und Politiker
- Steinemann, Jürgen (* 1958), deutscher Manager
- Steinemann, Rico (1939–2003), Schweizer Journalist und Autorennfahrer
- Steinemann, Stefan (* 1992), deutscher Kirchenmusiker, Organist, Cembalist, Sänger und Dirigent

### Steinen
- Steinen, Diether von den (1903–1954), deutscher Ethnologe und Autor
- Steinen, Helmut von den (1890–1957), deutscher Essayist und Literaturübersetzer
- Steinen, Johann Abraham von den (1781–1849), deutscher Bürgermeister
- Steinen, Johann Dietrich Franz Ernst von (1724–1797), deutscher evangelischer Pfarrer und Historiker
- Steinen, Johann Dietrich von (1699–1759), deutscher evangelischer Pfarrer und Historiker
- Steinen, Johann Friedrich Franz von (1758–1819), deutscher Pfarrer, Historiker und Autor
- Steinen, Karl von den (1855–1929), deutscher Mediziner, Ethnologe, Forschungsreisender, Altamerikanist, Schriftsteller
- Steinen, Wilhelm von den (1859–1934), deutscher Zeichner
- Steinen, Wolfram von den (1892–1967), deutsch-schweizerischer Historiker

### Steiner

#### Steiner V
- Steiner von Pfungen, Robert (1850–1917), österreichischer Psychiater
- Steiner von Steinstätten, Joseph (1834–1905), österreichischer Offizier und Kaiserjäger

#### Steiner, A – Steiner, Z

##### Steiner, A
- Steiner, Abby (* 1999), US-amerikanische Leichtathletin
- Steiner, Achim (* 1961), deutscher Exekutivdirektor des UN-UmweltprogrammsAchim Steiner (* 1961)

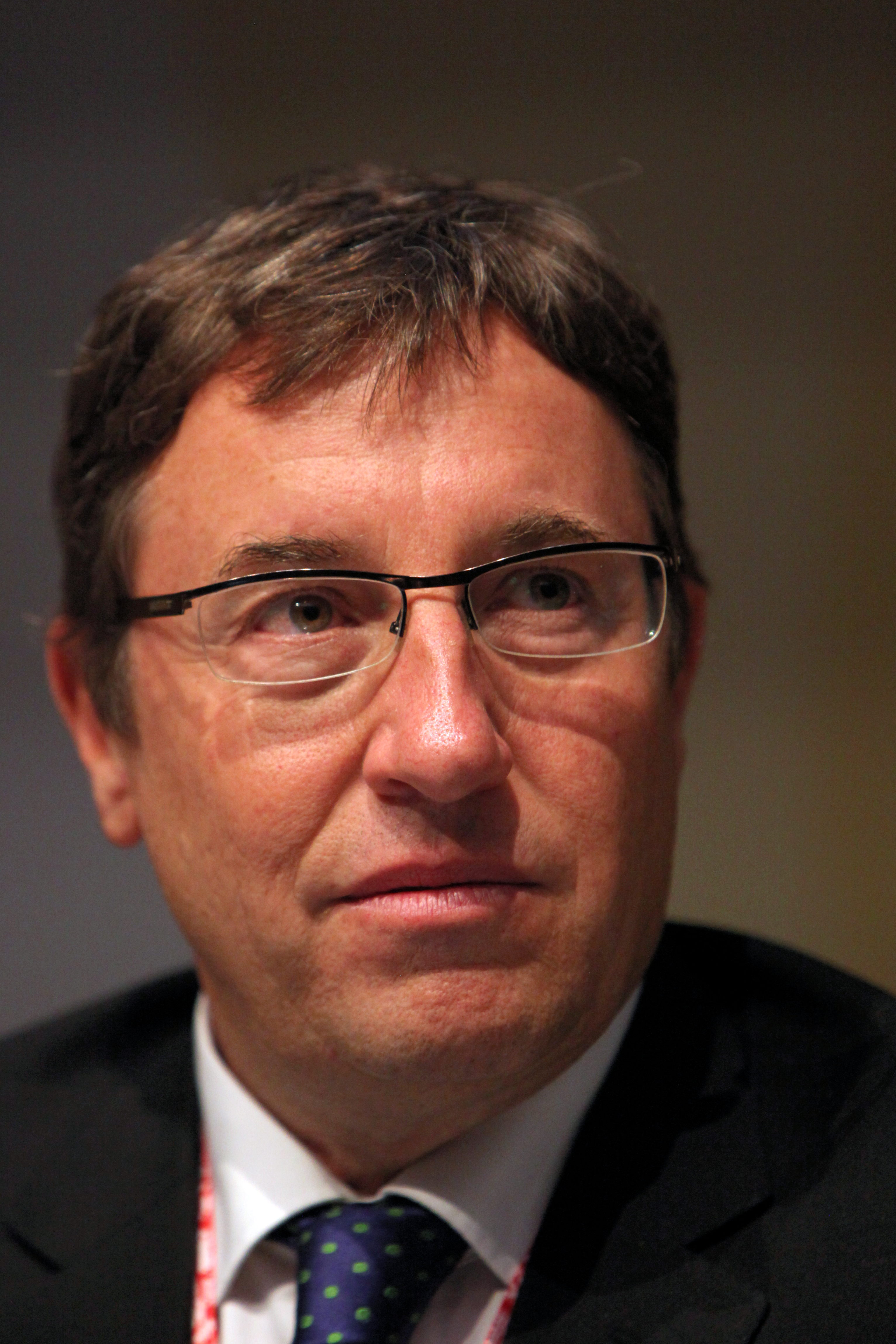
Achim Steiner (* 1961)

- Steiner, Adalbert (1907–1984), rumänischer Fußballspieler
- Steiner, Adolf (1875–1944), deutscher Wasserbautechniker und Architekt
- Steiner, Adolf (1897–1974), deutscher Violoncellist
- Steiner, Adolf M. (* 1937), deutscher Agrikulturbotaniker, Saatgutforscher und Hochschullehrer
- Steiner, Agnes (1845–1925), deutsche Blumenmalerin und Lithografin
- Steiner, Albe (1913–1974), italienischer Grafiker, Schriftsteller und Politiker
- Steiner, Albert (1877–1965), Schweizer Fotograf
- Steiner, Albert Heinrich (1905–1996), schweizerischer Architekt sowie Stadtplaner
- Steiner, Alfred (1930–2021), deutscher Pädagoge und Politiker (SPD), MdL
- Steiner, Aloisia (1870–1921), Benediktinerin und Äbtissin des Klosters zum Kloster Säben
- Steiner, André (* 1959), deutscher Historiker
- Steiner, André (* 1970), deutscher Ruderer, Olympiasieger
- Steiner, Andreas (* 1937), Schweizer Arzt, Entwicklungshelfer und Schriftsteller
- Steiner, Andreas (* 1954), deutscher Politiker (parteilos, früher DSU), MdV, MdB
- Steiner, Andreas (* 1964), österreichischer Weitspringer
- Steiner, Andrew (1908–2009), tschechoslowakischer und amerikanischer Architekt
- Steiner, Anton (* 1958), österreichischer Skirennläufer und UnternehmerAnton Steiner (* 1958)

Anton Steiner (* 1958)

- Steiner, Arthur (1896–1983), österreichischer Journalist

##### Steiner, B
- Steiner, Barbara (* 1964), österreichische Kunsthistorikerin, Kuratorin, Autorin und Herausgeberin
- Steiner, Benjamin (* 1977), deutscher Historiker
- Steiner, Bernd (1884–1933), österreichischer Grafiker, Maler und Bühnenbildner
- Steiner, Bernhard (1787–1821), Schweizer Geschäftsmann
- Steiner, Bernhard (* 1963), österreichischer Dirigent
- Steiner, Bertram Karl (* 1948), österreichischer Kulturjournalist und Schriftsteller
- Steiner, Bianca (* 1990), österreichische Automobilrennfahrerin
- Steiner, Burkhard (* 1958), deutscher Fußballspieler

##### Steiner, C
- Steiner, Carl (1892–1968), österreichischer Komponist, Pianist, Hochschullehrer und Rektor des Brucknerkonservatoriums Linz
- Steiner, Carl, deutscher Basketballfunktionär
- Steiner, Carl Erich (1920–1971), österreichischer Fußballschiedsrichter
- Steiner, Carl Friedrich Christian (1774–1840), deutscher Architekt und Baubeamter
- Steiner, Cecilia (* 1989), Schweizer Schauspielerin
- Steiner, Christian (1960–2025), deutscher Eiskunstläufer
- Steiner, Christian (* 1973), deutscher Geograph
- Steiner, Christoph (* 1952), deutscher Journalist und Chefredakteur
- Steiner, Christoph (* 1988), österreichischer Politiker (FPÖ)

##### Steiner, D
- Steiner, Daniel (* 1973), österreichischer Schauspieler und FilmregisseurDaniel Steiner (* 1973)

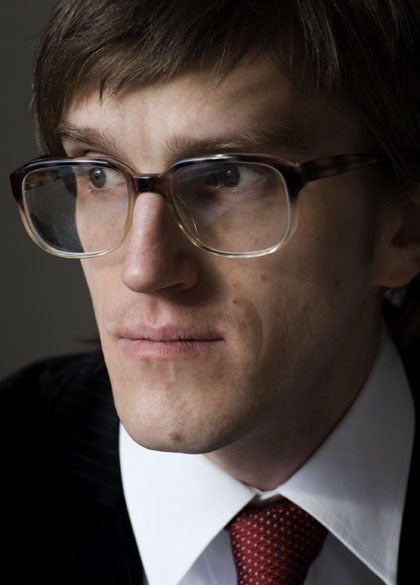
Daniel Steiner (* 1973)

- Steiner, Daniel (* 1980), Schweizer Eishockeyspieler und -trainer
- Steiner, David Eduard (1811–1860), Schweizer Porträt- und Historienmaler, Radierer und Lithograf
- Steiner, Deborah (* 1960), US-amerikanische Klassische Philologin
- Steiner, Désirée (* 1998), Schweizer Skilangläuferin
- Steiner, Dieter (* 1932), Schweizer Geograph und Humanökologe
- Steiner, Dietmar (1951–2020), österreichischer Architekturhistoriker, -kritiker und -publizist
- Steiner, Dominik (* 1973), Schweizer Politiker (FDP.Die Liberalen)
- Steiner, Donald F. (1930–2014), US-amerikanischer Biochemiker
- Steiner, Dorothea (* 1948), deutsche Politikerin (Bündnis 90/Die Grünen), MdL, MdB
- Steiner, Douce (* 1971), deutsche Köchin

##### Steiner, E
- Steiner, Edgar (* 1933), deutscher Militärarzt, zuletzt Generalmajor
- Steiner, Edmund (* 1858), deutscher Puppendesigner und Unternehmer
- Steiner, Eduard (1907–1993), deutscher Kunstmaler, Gebrauchsgraphiker, Bildhauer und Bühnenbildner
- Steiner, Elisabeth (1935–2006), deutsche Opern- und Kammersängerin
- Steiner, Elisabeth (* 1956), österreichische Juristin
- Steiner, Elisabeth (* 1970), deutsche Juristin und Richterin am Bundesverwaltungsgericht
- Steiner, Elke (* 1971), deutsche Illustratorin und Comic-Zeichnerin
- Steiner, Emanuel (1778–1831), Schweizer Maler und Radierer
- Steiner, Endre (1901–1944), ungarischer Schachspieler
- Steiner, Engelbert (1904–1943), deutscher Arbeiter und Opfer des Nationalsozialismus
- Steiner, Eric (* 1945), österreichischer Architekt
- Steiner, Eric (* 1965), deutscher Gynäkologe und Geburtshelfer
- Steiner, Erich (1917–1997), österreichischer Künstler
- Steiner, Erich (* 1954), deutscher Sprach- und Übersetzungswissenschaftler
- Steiner, Ernst (1885–1942), deutscher evangelischer Theologe, von der Gestapo ermordet
- Steiner, Ernst (1920–2012), Schweizer Politiker (BGB/SVP)
- Steiner, Ernst (1928–2004), deutscher Schauspieler und Hörspielsprecher
- Steiner, Erwin (1893–1953), deutscher Maler

##### Steiner, F
- Steiner, Felix (1896–1966), deutscher SS-Obergruppenführer und Generalleutnant der Waffen-SSFelix Steiner (1896–1966)

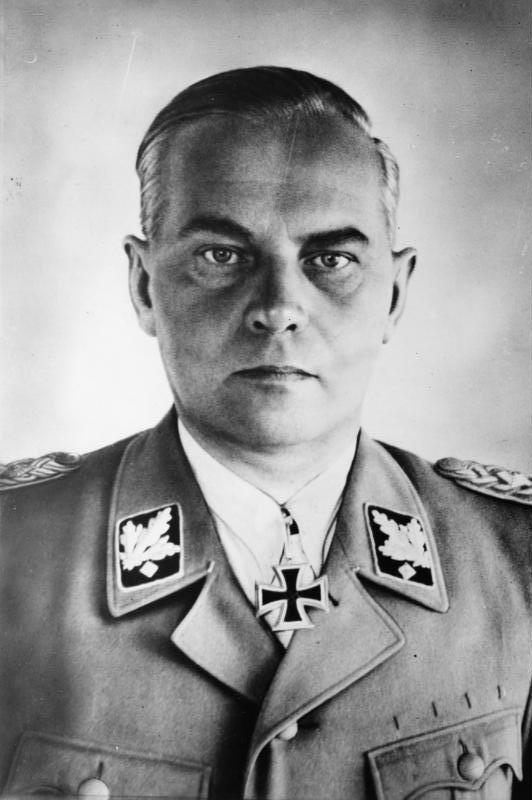
Felix Steiner (1896–1966)

- Steiner, Ferdinand (1827–1894), österreichischer Richter und Politiker, Landtagsabgeordneter
- Steiner, Ferdinand (* 1970), österreichischer Klarinettist
- Steiner, Ferenc (1888–1967), ungarischer Radrennfahrer
- Steiner, Franz (1855–1920), österreichischer Theaterleiter
- Steiner, Franz (1869–1960), österreichischer Wirtschaftsbesitzer und Politiker (GDVP, NSDAP)
- Steiner, Franz (1875–1947), österreichischer Politiker (CSP), Abgeordneter zum Nationalrat
- Steiner, Franz (1884–1959), deutscher Journalist und Chefredakteur
- Steiner, Franz (1885–1935), österreichischer Wirtschaftsbesitzer und Politiker
- Steiner, Franz (1924–2010), Schweizer Politiker (CVP)
- Steiner, Franz Baermann (1909–1952), böhmischer Ethnologe und Dichter
- Steiner, Frauke (* 1967), deutsche Schauspielerin und Regisseurin
- Steiner, Fred (1923–2011), US-amerikanischer Filmkomponist und Arrangeur
- Steiner, Frederik (* 1975), deutscher Regisseur und Drehbuchautor
- Steiner, Fridolin (1849–1906), Schweizer Maler und Benediktiner
- Steiner, Fritz (1896–1976), österreichisch-niederländischer Schauspieler, Komiker und Operettendarsteller
- Steiner, Fritz (1913–1977), deutscher Schauspieler, Operettenbuffo, Theaterleiter und Intendant

##### Steiner, G
- Steiner, Gabor (1858–1944), österreichischer TheaterdirektorGabor Steiner (1858–1944)

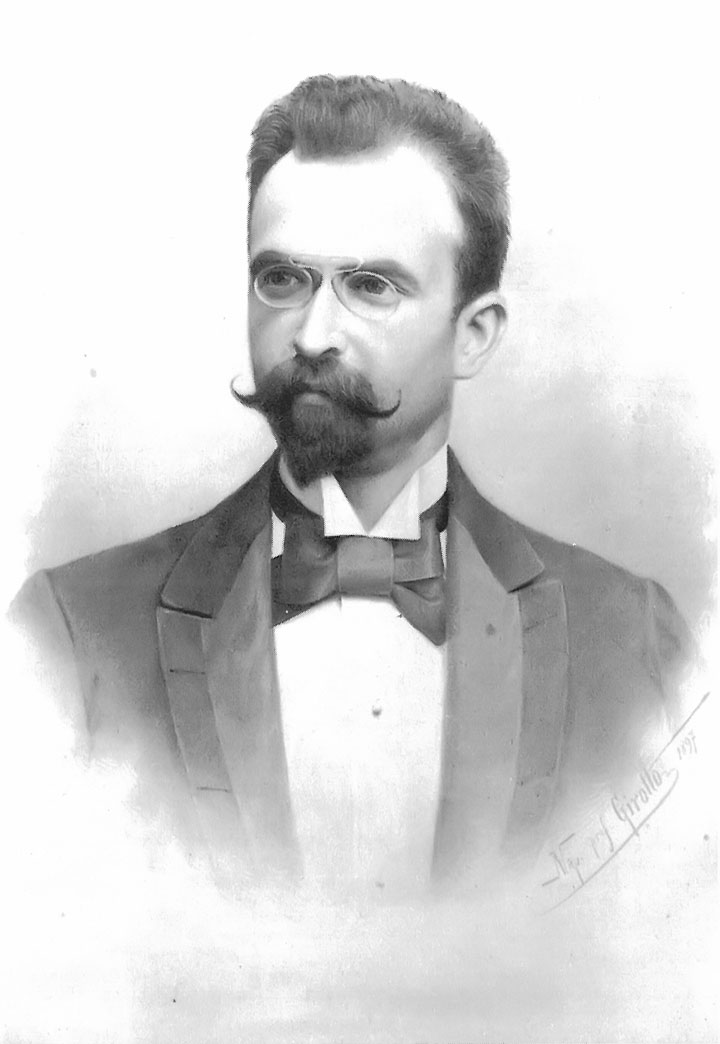
Gabor Steiner (1858–1944)

- Steiner, Gábor (1887–1942), tschechoslowakischer Politiker (KPTsch)
- Steiner, Gabriel (1883–1965), US-amerikanischer Neurologe deutscher Herkunft
- Steiner, Gail (1954–1999), US-amerikanische Opernsängerin (Sopran)
- Steiner, Gary (* 1956), US-amerikanischer Philosoph
- Steiner, Georg (1774–1834), preußischer Hofgärtner und Leiter der königlichen Gartenverwaltung Schloss Charlottenburg
- Steiner, Georg (1886–1977), österreichischer Politiker, Landtagsabgeordneter im Burgenland
- Steiner, Georg (1888–1972), österreichischer Bergsteiger
- Steiner, Georg Friedrich, Thorner Weißgerber und Amateurzeichner
- Steiner, George (1929–2020), US-amerikanischer Literaturwissenschaftler, Schriftsteller, Philosoph und Kulturkritiker
- Steiner, Gerd (* 1946), deutscher Radrennfahrer
- Steiner, Gerda (* 1953), deutsche Theaterintendantin, Volksschauspielerin, Moderatorin und SängerinGerda Steiner (* 1953)

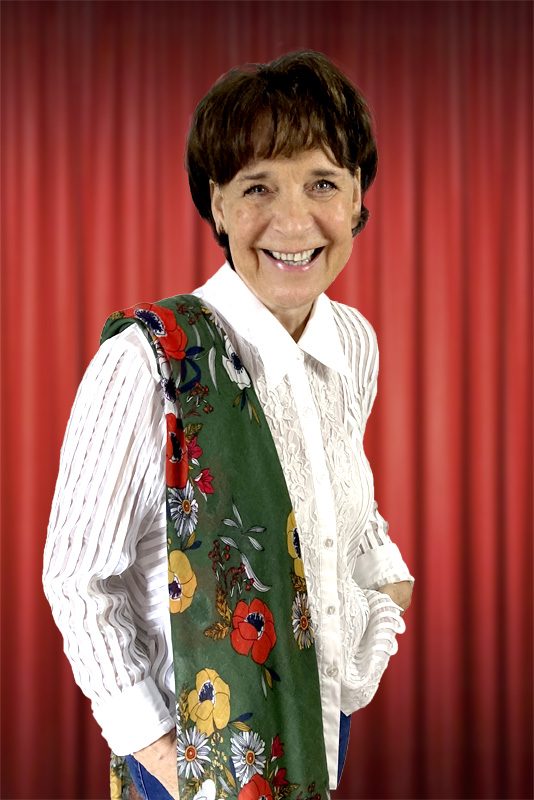
Gerda Steiner (* 1953)

- Steiner, Gerda (* 1967), Schweizer Künstlerin
- Steiner, Gerhard (* 1937), Schweizer Psychologe und Hochschullehrer
- Steiner, Gerolf (1908–2009), deutscher Zoologe, Hochschullehrer und Buchautor
- Steiner, Gitta (1932–1990), US-amerikanische Komponistin
- Steiner, Giuseppe (1929–2007), italienischer Skilangläufer
- Steiner, Gotthold (1886–1961), schweizerisch-US-amerikanischer Helminthologe
- Steiner, Guenther (* 1973), österreichischer Zeithistoriker
- Steiner, Günther (* 1965), italienischer Motorsport-FunktionärGünther Steiner (* 1965)

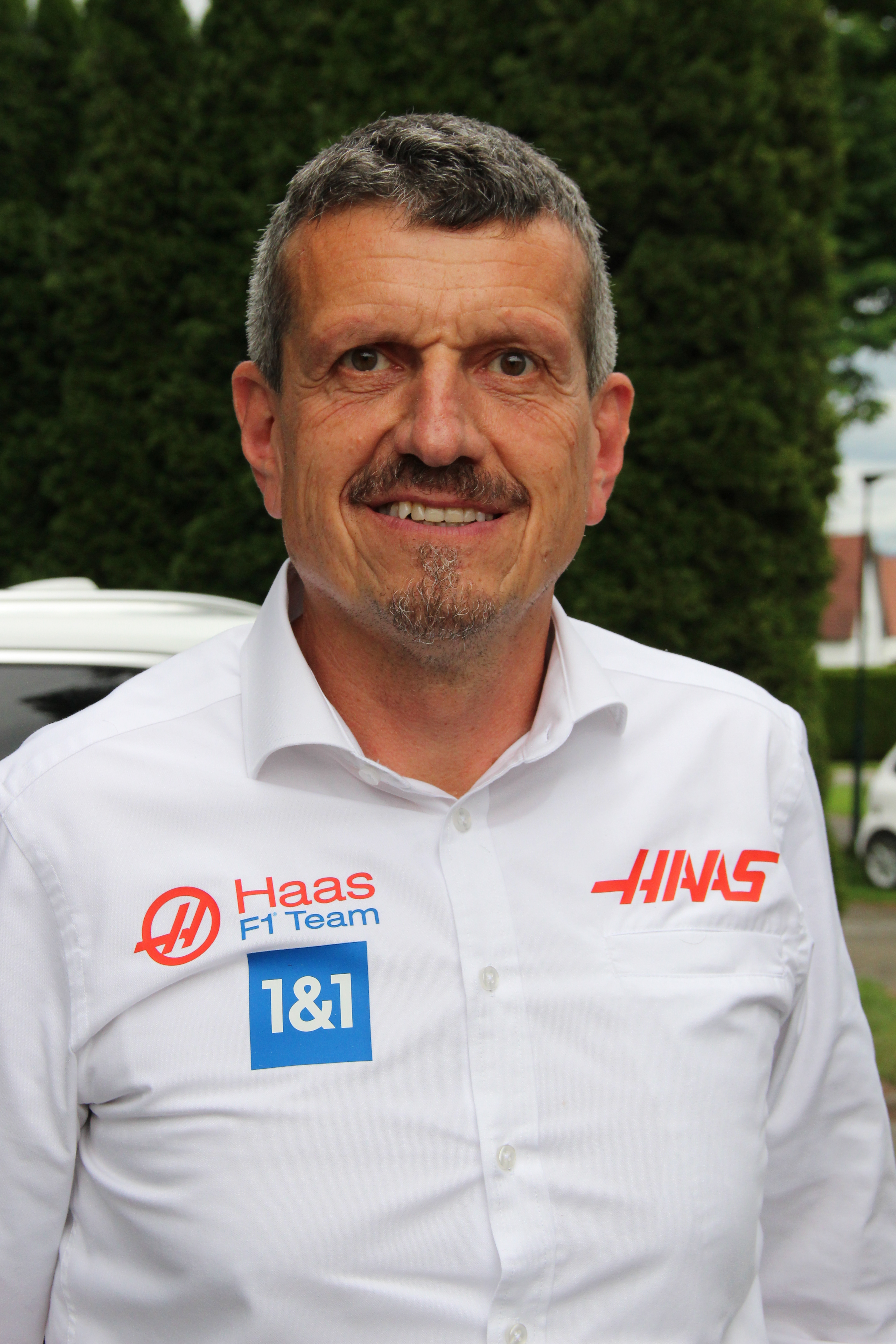
Günther Steiner (* 1965)

- Steiner, Gustav (1878–1967), Schweizer Pädagoge und Historiker
- Steiner, Gusti (1938–2004), deutscher Sozialarbeiter, Begründer der bundesdeutschen emanzipatorischen Behindertenbewegung

##### Steiner, H
- Steiner, Hans († 1610), deutscher Zeichner und Maler
- Steiner, Hans (1884–1964), Schweizer Bundesrichter, Politiker (KVP) und Jurist
- Steiner, Hans (1889–1969), Schweizer Zoologe
- Steiner, Hans (1907–1962), Schweizer Fotograf
- Steiner, Hans (1921–2008), österreichischer Pädagoge und Politiker
- Steiner, Hans Adolf (1872–1955), Schweizer Grafiker und Maler
- Steiner, Hans Georg (1654–1734), Schultheiss der Stadt Winterthur
- Steiner, Hans Jakob (1576–1625), Schweizer Hauptmann und Oberst
- Steiner, Hans Jörg (* 1937), österreichischer Montanwissenschaftler und Hochschullehrer
- Steiner, Hans Martin (1938–2014), österreichischer Zoologe
- Steiner, Hans-Georg (1928–2004), deutscher Mathematikdidaktiker
- Steiner, Hans-Paul (* 1942), deutscher Koch
- Steiner, Heidemarie (* 1944), deutsche Eiskunstläuferin und Eiskunstlauftrainerin
- Steiner, Heinrich († 1548), Augsburger Buchdrucker
- Steiner, Heinrich, deutscher Zimmermann
- Steiner, Heinrich (1841–1889), Schweizer Philologe, Alttestamentler und Hochschullehrer
- Steiner, Heinrich (1903–1982), deutscher Pianist und Dirigent
- Steiner, Heinrich (1911–2009), deutscher Maler
- Steiner, Heinrich-Wilhelm (* 1956), deutscher Generalmajor
- Steiner, Heinz-Alfred (* 1936), deutscher Offizier und Politiker (SPD), MdB
- Steiner, Heiri (1906–1983), Schweizer Grafiker, Illustrator, Plakatkünstler, Typograf und Fotograf
- Steiner, Helmut (1936–2009), deutscher Soziologe, Sozialwissenschaftler und Wissenschaftshistoriker
- Steiner, Henry J. (* 1930), US-amerikanischer Rechtswissenschaftler
- Steiner, Herman (1905–1955), ungarisch-amerikanischer Schachspieler
- Steiner, Herwig (* 1956), bildender Künstler, Kunsttheoretiker und Autor, Videokünstler, Historiker und Architekt
- Steiner, Horst (1949–2019), deutscher Tischtennis- und Basketballfunktionär
- Steiner, Hubert (* 1957), österreichischer Historiker
- Steiner, Hugo (1878–1969), österreichischer Esperantist

##### Steiner, I
- Steiner, Inge (* 1970), deutsche Fernsehmoderatorin, Autorin und Betreiberin eines Online-Ernährungs- und FitnessprogrammsInge Steiner (* 1970)

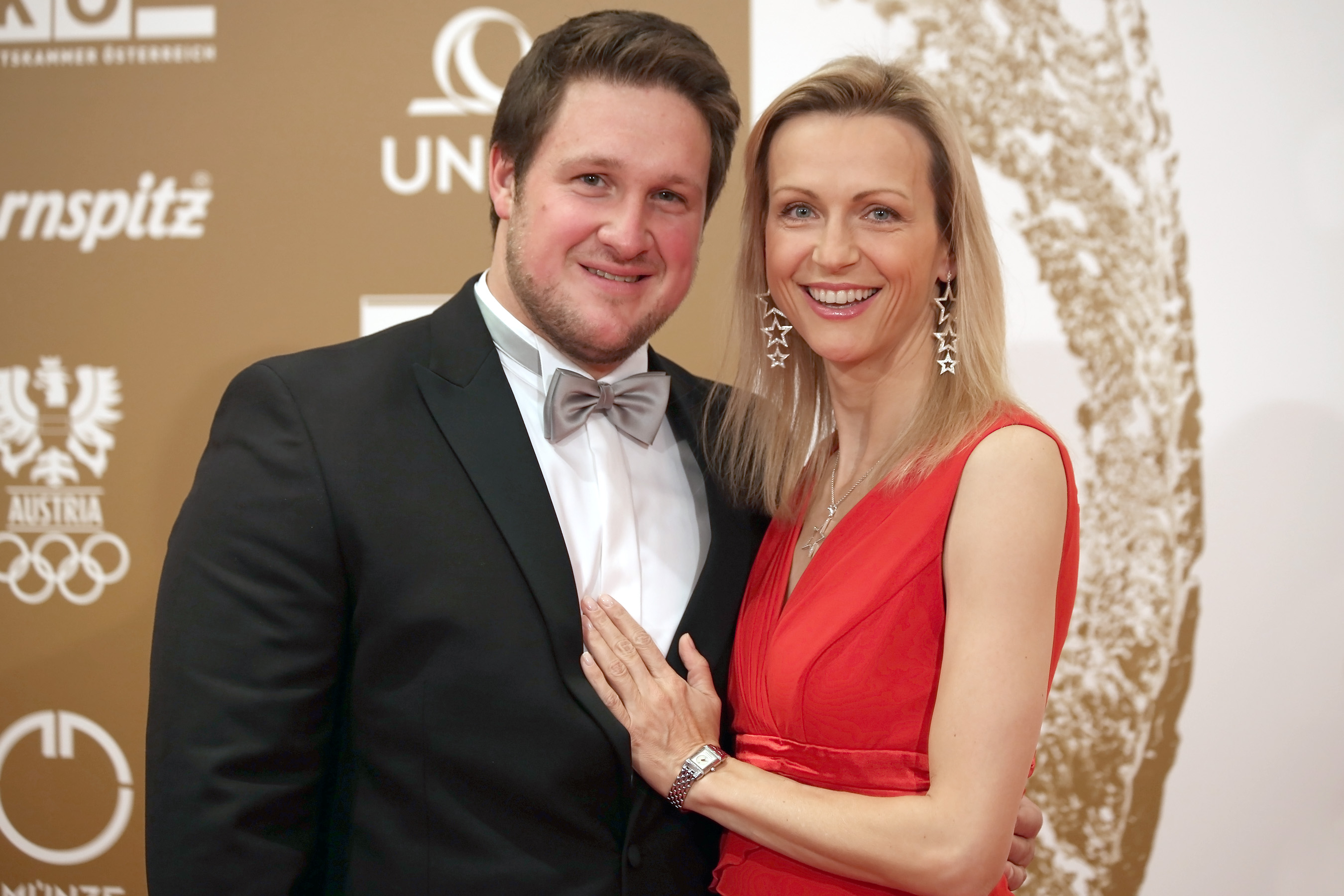
Inge Steiner (* 1970)

##### Steiner, J
- Steiner, Jacob (1926–2009), Schweizer Literaturwissenschaftler und Hochschullehrer
- Steiner, Jakob, schweizerischer Kunstschreiner und Bildschnitzer
- Steiner, Jakob (1796–1863), Schweizer Mathematiker
- Steiner, Jakob (1813–1865), Schweizer Politiker und Richter
- Steiner, Jean-François (* 1938), französischer Schriftsteller
- Steiner, Jenny (1863–1958), österreichisch-ungarische Kunstsammlerin, Kunstmäzenin und Fabrikbesitzerin
- Steiner, Jens (* 1975), Schweizer Schriftsteller
- Steiner, Jessica (* 1990), deutsche Politikerin (CDU)
- Steiner, Johann (1892–1973), deutscher Politiker (KPD)
- Steiner, Johann Georg (1746–1830), deutscher Maler, Liederdichter und Liedersammler
- Steiner, Johann Martin (1738–1805), deutscher Maler, Bürgermeister und Chronist
- Steiner, Johann Michael (1746–1808), römisch-katholischer Geistlicher, Lehrer und Schulrat
- Steiner, Johann Wilhelm Christian (1785–1870), deutscher Topograph, Historiker und Jurist
- Steiner, Johanna (* 1983), deutsche Hörspielautorin und -regisseurin
- Steiner, Johannes (1881–1957), Schweizer Schauspieler, Theaterregisseur und Hörspielsprecher
- Steiner, Johannes (1902–1995), deutscher Verlagskaufmann
- Steiner, John (1941–2022), britischer Schauspieler
- Steiner, John Michael (1925–2014), tschechisch-amerikanischer Soziologe und Holocaust-Forscher
- Steiner, Jolanda (* 1961), Schweizer Autorin und Märchenerzählerin
- Steiner, Jörg (1930–2013), Schweizer Schriftsteller
- Steiner, Jörg Christian (1965–2025), österreichischer Publizist und Generalsekretär der Österreichischen Albert Schweitzer-Gesellschaft (ÖASG)
- Steiner, Josef (1862–1912), tschechischer sozialdemokratischer Politiker, Journalist und Gewerkschafter
- Steiner, Josef (1895–1918), bayerischer Leutnant im Ersten Weltkrieg
- Steiner, Josef (1899–1977), deutscher Maler und Graphiker
- Steiner, Josef (1901–1973), österreichischer Landwirt und Politiker (SPÖ), Abgeordneter zum Nationalrat
- Steiner, Josef (1926–1990), österreichischer Landwirt und Politiker (ÖVP), Abgeordneter zum Nationalrat
- Steiner, Josef (1932–2003), Schweizer Großmeister im Fernschach
- Steiner, Josef (* 1945), österreichischer römisch-katholischer Theologe und Pastoralreferent
- Steiner, Josef (* 1950), österreichischer Langstreckenläufer
- Steiner, Josef Kamenitzky (1910–1981), österreichischer Maler
- Steiner, Josef Maria (1889–1983), Schweizer Apotheker und Stifter eines Wissenschaftspreises
- Steiner, Joseph (1882–1975), Schweizer Architekt
- Steiner, Joseph Anton (1728–1801), deutscher katholischer Theologe
- Steiner, Joseph Georg von (1858–1937), bayerischer Staatssekretär
- Steiner, Julia (* 1982), Schweizer Künstlerin
- Steiner, Julius (1816–1889), deutscher Schauspieler, Regisseur und Hoftheaterdirektor
- Steiner, Julius (1863–1904), Tiroler Bildhauer
- Steiner, Julius (1924–1997), deutscher Politiker (CDU), MdB
- Steiner, Jürg (1935–2020), Schweizer Politikwissenschaftler
- Steiner, Jürg (* 1950), Schweizer Architekt, Ausstellungs-, Produkt- und Lichtgestalter, Professor für Messe- und Ausstellungsdesign
- Steiner, Juri (* 1969), Schweizer Kunsthistoriker und Germanist

##### Steiner, K
- Steiner, Karl (1861–1929), deutscher Verwaltungsbeamter
- Steiner, Karl (1897–1985), Schweizer Politiker
- Steiner, Karl (1899–1983), deutscher Finanzwissenschaftler und -politiker
- Steiner, Karl (1902–1981), österreichischer Maler und Bildhauer
- Steiner, Karl Emanuel (1771–1846), Schweizer Arzt und Politiker
- Steiner, Kaspar (1614–1653), Schweizer Bauernführer
- Steiner, Kenneth Donald (* 1936), US-amerikanischer Geistlicher, Weihbischof in Portland in Oregon
- Steiner, Kilian von (1833–1903), deutscher Bankier, Rechtskonsulent; Schriftsteller
- Steiner, Kim (* 1993), deutsche Gewinnerin einer Casting-Show
- Steiner, Klaus (* 1953), deutscher Politiker (CSU), MdL
- Steiner, Kostja (* 1980), österreichischer Fachbuchautor und Arzt
- Steiner, Kurt (1912–2003), österreichisch-amerikanischer Politikwissenschaftler

##### Steiner, L
- Steiner, Lajos (1903–1975), ungarisch-australischer Schachspieler
- Steiner, Leonardo Ulrich (* 1950), brasilianischer Ordensgeistlicher, Theologe und römisch-katholischer Erzbischof von Manaus
- Steiner, Leopold (1857–1927), österreichischer Politiker, Landeshauptmann von Niederösterreich
- Steiner, Lilly (1884–1961), österreichische Malerin und Grafikerin
- Steiner, Lisa A. (* 1933), US-amerikanische Biochemikerin und Immunologin
- Steiner, Lisl (1927–2023), US-amerikanische Fotografin, Zeichnerin und Fotojournalistin österreichischer Herkunft
- Steiner, Luca (* 1999), Schweizer Unihockeyspieler
- Steiner, Ludwig (1792–1869), österreichischer Politiker, Landtagsabgeordneter, Bürgermeister von St. Pölten
- Steiner, Ludwig (1922–2015), österreichischer Diplomat und Politiker (ÖVP), Abgeordneter zum Nationalrat

##### Steiner, M
- Steiner, Manfred (1934–2011), deutscher DBD-Funktionär, MdV, Bezirksvorsitzender der DBD Gera
- Steiner, Manfred (* 1942), deutscher Ökonom, Professor für Betriebswirtschaftslehre an der Universität Augsburg
- Steiner, Manfred (1950–2020), österreichischer Fußballspieler
- Steiner, Manfred (* 1962), österreichischer Skispringer
- Steiner, Maria (1906–1997), österreichische Gerechte unter den Völkern
- Steiner, Marie (1867–1948), deutsch-baltische Schauspielerin, Theosophin und Anthroposophin
- Steiner, Marie (* 2005), deutsche Fußballspielerin
- Steiner, Mario (* 1982), österreichischer Fußballspieler
- Steiner, Markus (* 1972), österreichischer Singer-Songwriter
- Steiner, Markus (* 1987), österreichischer Politiker (FPÖ bzw. FPS), Landtagsabgeordneter
- Steiner, Matteo (* 2002), Schweizer Unihockeyspieler
- Steiner, Matthias (* 1982), österreichischer und deutscher GewichtheberMatthias Steiner (* 1982)

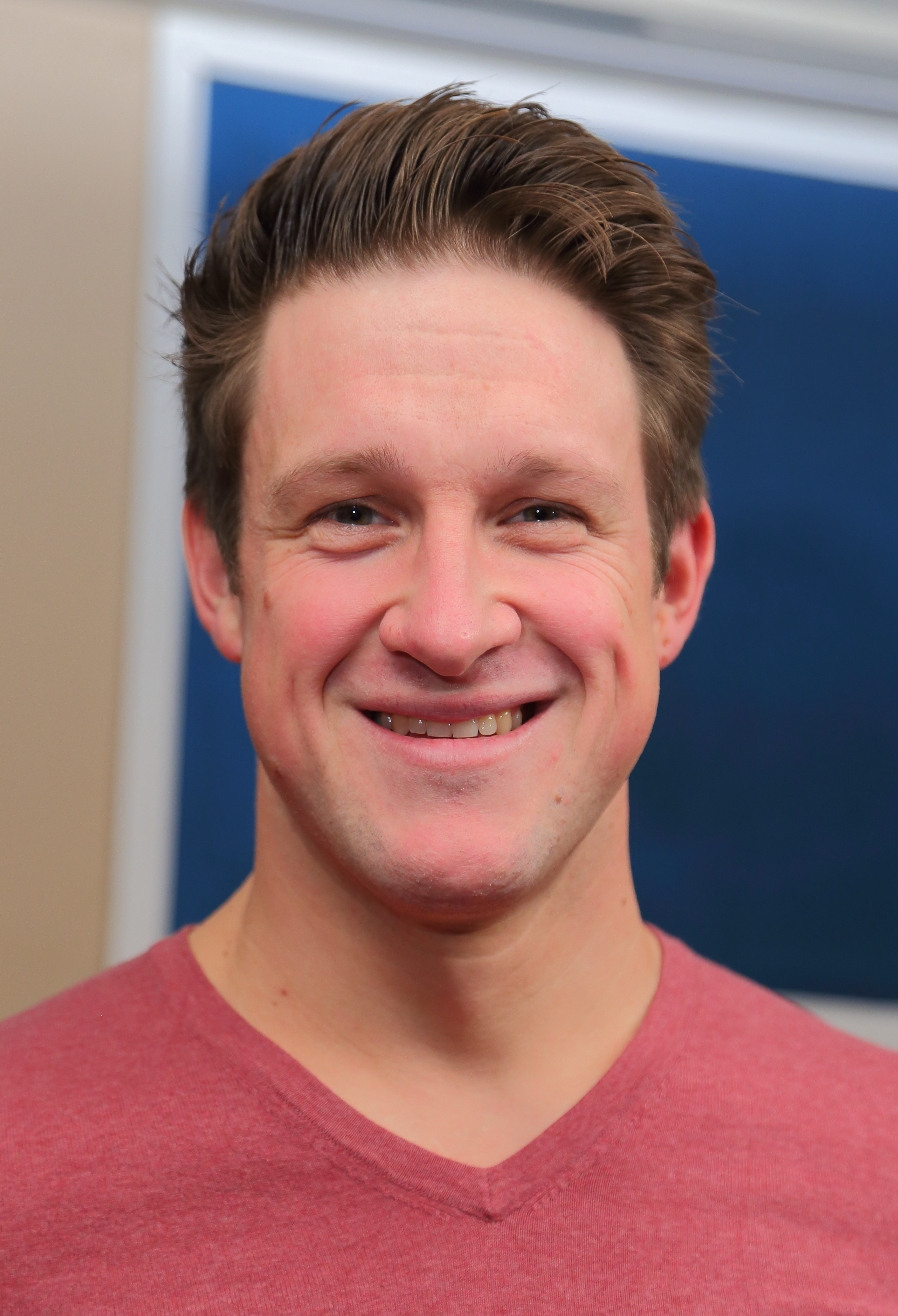
Matthias Steiner (* 1982)

- Steiner, Matthias (* 2000), Schweizer Unihockeyspieler
- Steiner, Matthias Jakob Adam (1740–1796), deutscher lutherischer Theologe
- Steiner, Max (1888–1971), österreichisch-amerikanischer Komponist
- Steiner, Maximilian (1830–1880), österreichischer Schauspieler und Theaterdirektor
- Steiner, Maximilian (1904–1988), deutscher Biologe
- Steiner, Maximilian (* 1996), österreichischer Skispringer
- Steiner, Melchior (1630–1690), Schweizer Kaufmann
- Steiner, Michael (1943–2022), deutscher Physiker
- Steiner, Michael (* 1949), deutscher Diplomat
- Steiner, Michael (* 1951), österreichischer Ökonom
- Steiner, Michael (* 1955), deutscher bildender Künstler
- Steiner, Michael (* 1969), Schweizer Filmregisseur
- Steiner, Michael (* 1974), österreichischer Fußballtrainer und Fußballspieler
- Steiner, Mike (1941–2012), deutscher Maler und Pionier der Videokunst
- Steiner, Mona Lisa (1915–2000), österreichische Botanikerin und Gartenkünstlerin
- Steiner, Mut (1876–1957), deutscher Landwirt
- Steiner, Myrtha (* 1962), Schweizer Künstlerin

##### Steiner, N
- Steiner, Nicholas (* 1991), Schweizer Eishockeyspieler
- Steiner, Nicola (* 1973), deutsch-schweizerische Kulturjournalistin und Moderatorin
- Steiner, Nicolas (* 1984), Schweizer Schauspieler, Drehbuchautor und Regisseur
- Steiner, Noah (* 1999), österreichischer Fußballspieler
- Steiner, Norbert (* 1954), deutscher Manager, Vorstandsvorsitzender und Finanzvorstand der K+S AG

##### Steiner, O
- Steiner, Otto (1917–1995), deutscher Geistlicher, Münchner Sozialpfarrer im Hasenbergl
- Steiner, Otto (* 1963), deutscher Fernsehproduzent und Sportfunktionär

##### Steiner, P
- Steiner, Paul (1860–1902), deutscher Verwaltungsbeamter
- Steiner, Paul (1876–1944), deutscher Provinzialrömischer Archäologe
- Steiner, Paul (* 1957), deutscher Fußballspieler
- Steiner, Peter (1917–2007), Schweizer Werbefigur und Musiker
- Steiner, Peter (1926–2025), deutscher Maler, Grafiker und Grafikdesigner
- Steiner, Peter (1927–2008), deutscher VolksschauspielerPeter Steiner (1927–2008)

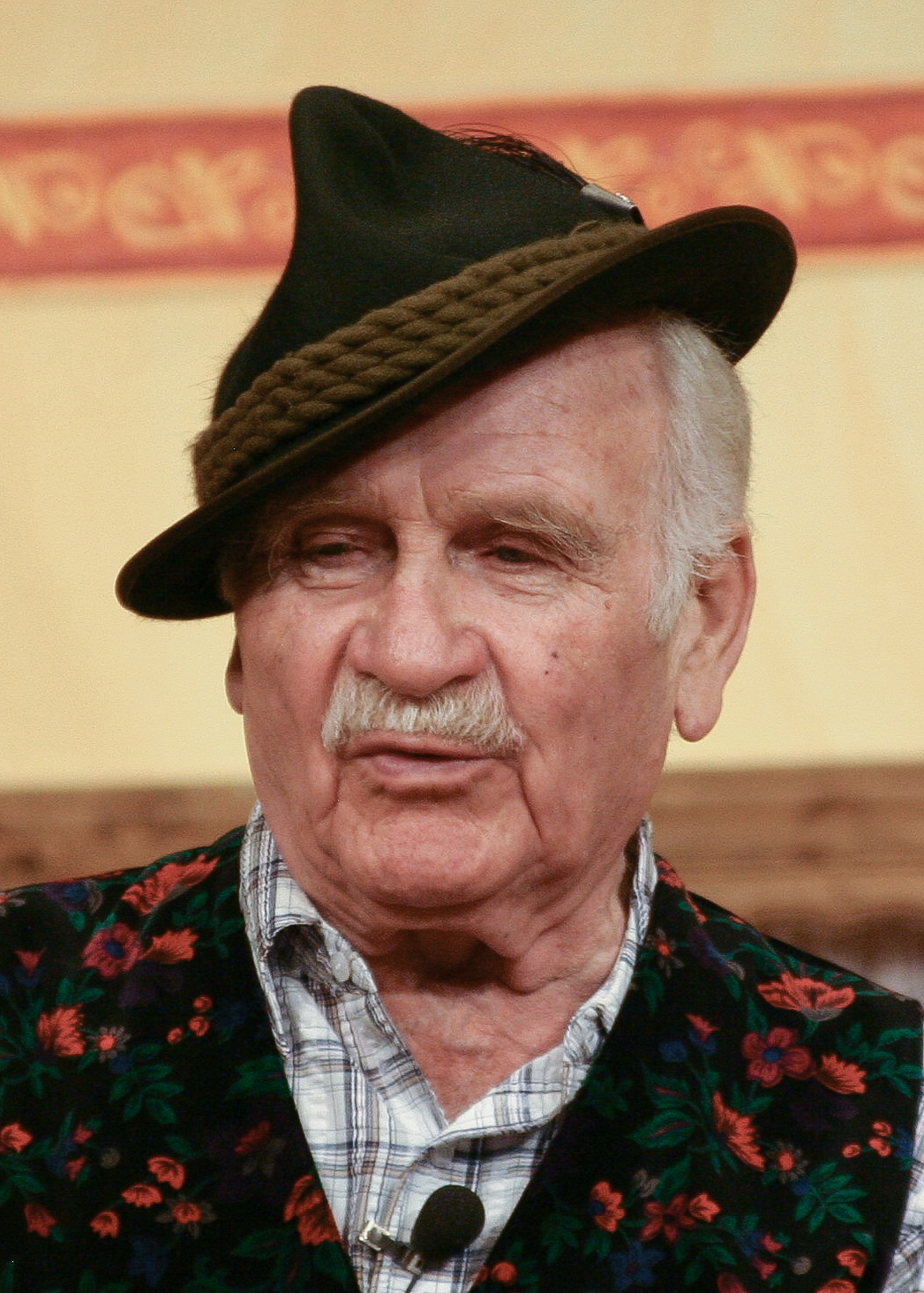
Peter Steiner (1927–2008)

- Steiner, Peter (* 1937), österreichischer Geologe und Schriftsteller
- Steiner, Peter (* 1944), deutscher Radrennfahrer
- Steiner, Peter (* 1992), italienischer Posaunist (Südtirol)
- Steiner, Peter B. (* 1942), deutscher Kunsthistoriker
- Steiner, Peter C. (1928–2003), deutscher Cellist
- Steiner, Peter junior (1960–2016), deutscher Schauspieler
- Steiner, Peter Lorenz (1817–1862), Schweizer Politiker
- Steiner, Peter R. (* 1955), österreichischer Krankenhausmanager und Honorarprofessor für Medizinrecht
- Steiner, Petronia (1908–1995), deutsche Dominikanerin, Pädagogin und Kirchenlieddichterin
- Steiner, Philipp (* 1986), österreichischer Fußballspieler und -trainer

##### Steiner, R
- Steiner, Ralph (1899–1986), amerikanischer Fotograf und Dokumentarfilmer
- Steiner, Renate (1924–1991), deutsche Politikerin (SPD), MdL
- Steiner, Richard (* 1970), österreichischer Unternehmer, Buchautor und Herausgeber
- Steiner, Rick (* 1961), US-amerikanischer WrestlerRick Steiner (* 1961)

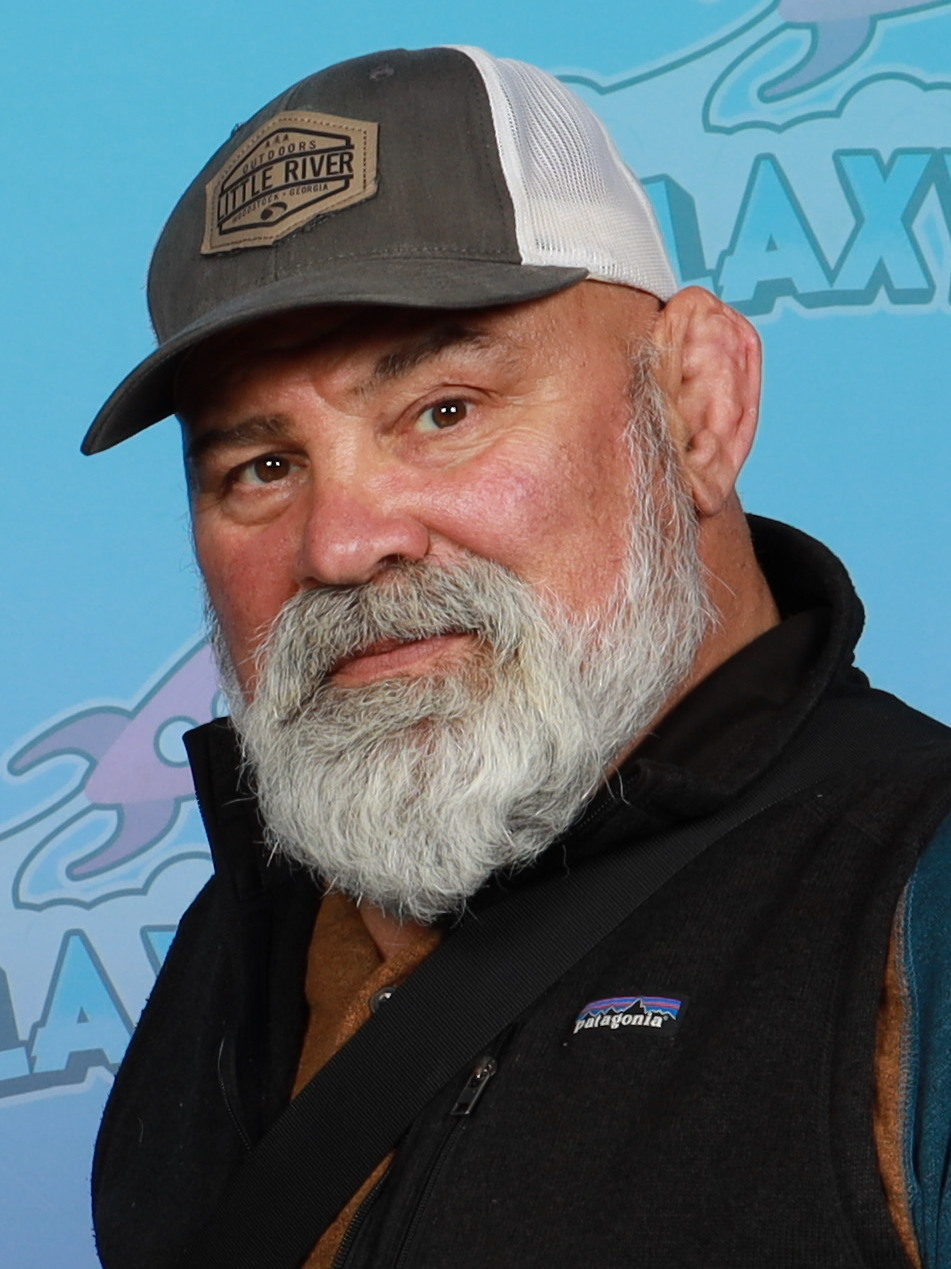
Rick Steiner (* 1961)

- Steiner, Robert (1941–2016), Schweizer Kunsthistoriker und Künstler
- Steiner, Robert (* 1969), österreichischer Moderator
- Steiner, Robert (* 1973), schwedischer Fußballspieler
- Steiner, Robert (* 1976), deutscher Schriftsteller und Extremkletterer
- Steiner, Roger Jacob (1924–2012), US-amerikanischer Romanist, Französist, Hispanist und Lexikograf
- Steiner, Roland (* 1949), deutscher Regisseur und Drehbuchautor
- Steiner, Roland (* 1984), österreichischer Golfer
- Steiner, Rolf (* 1933), deutscher Söldner
- Steiner, Rubin (* 1974), französischer Musiker und DJ
- Steiner, Rudolf (1742–1804), deutscher Architekt und Baurat
- Steiner, Rudolf (1861–1925), Begründer der AnthroposophieRudolf Steiner (1861–1925)

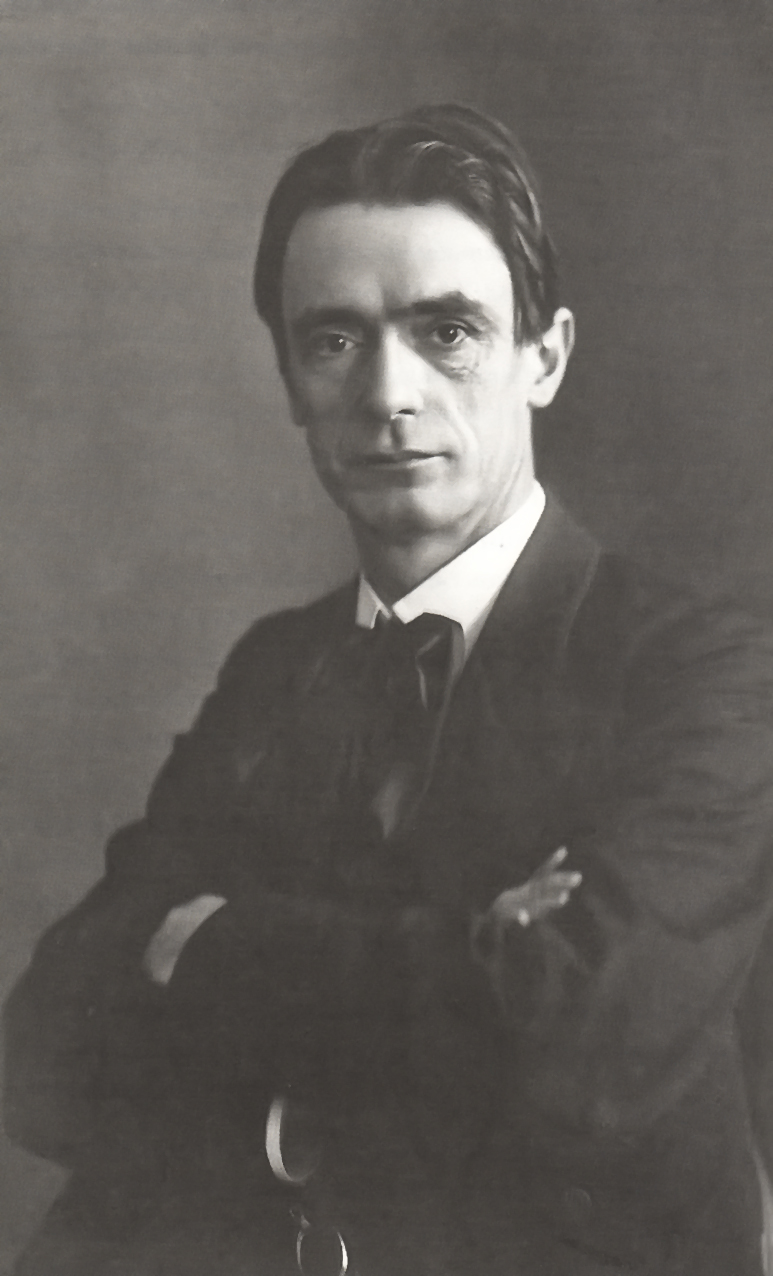
Rudolf Steiner (1861–1925)

- Steiner, Rudolf (1937–2015), deutscher Fußballspieler
- Steiner, Rudolf (* 1941), deutscher Biophysiker und Hochschullehrer
- Steiner, Rudolf (* 1942), deutscher Filmregisseur, Drehbuchautor und Filmproduzent
- Steiner, Ruth (* 1944), österreichische Juristin, Managerin und Schriftstellerin, Vertreterin des jüdisch-christlichen Dialogs

##### Steiner, S
- Steiner, Scott (* 1962), amerikanischer Wrestler
- Steiner, Sebastian (1836–1896), österreichischer Bildhauer
- Steiner, Sebastian (1987–2010), österreichischer Vielseitigkeitsreiter
- Steiner, Siegfried (1940–2013), österreichischer Sparkassenangestellter und Käfersammler
- Steiner, Siegmund (1853–1909), österreichischer Sänger
- Steiner, Sigfrit (1906–1988), Schweizer Schauspieler, Filmregisseur und Drehbuchautor
- Steiner, Sigmund (* 1978), österreichischer Regisseur
- Steiner, Sigmund Anton (1773–1838), österreichischer Musikverleger und Kunsthändler
- Steiner, Silvia (* 1958), Schweizer Staatsanwältin und Politikerin
- Steiner, Simon (* 1996), Schweizer Unihockeyspieler
- Steiner, Sophie (* 1981), deutsche Schauspielerin
- Steiner, Stefan (* 1963), Schweizer bildender Künstler
- Steiner, Stefan (* 1978), österreichischer Politiker (ÖVP), Generalsekretär der ÖVP
- Steiner, Stephan (* 1963), österreichischer Historiker, Literaturwissenschaftler und Essayist
- Steiner, Sylvia (* 1953), brasilianische Juristin
- Steiner, Sylvia (* 1982), österreichische Sportschützin

##### Steiner, T
- Steiner, Tabea (* 1981), Schweizer Autorin und Literaturvermittlerin
- Steiner, Tamara (* 1997), österreichische BiathletinTamara Steiner (* 1997)

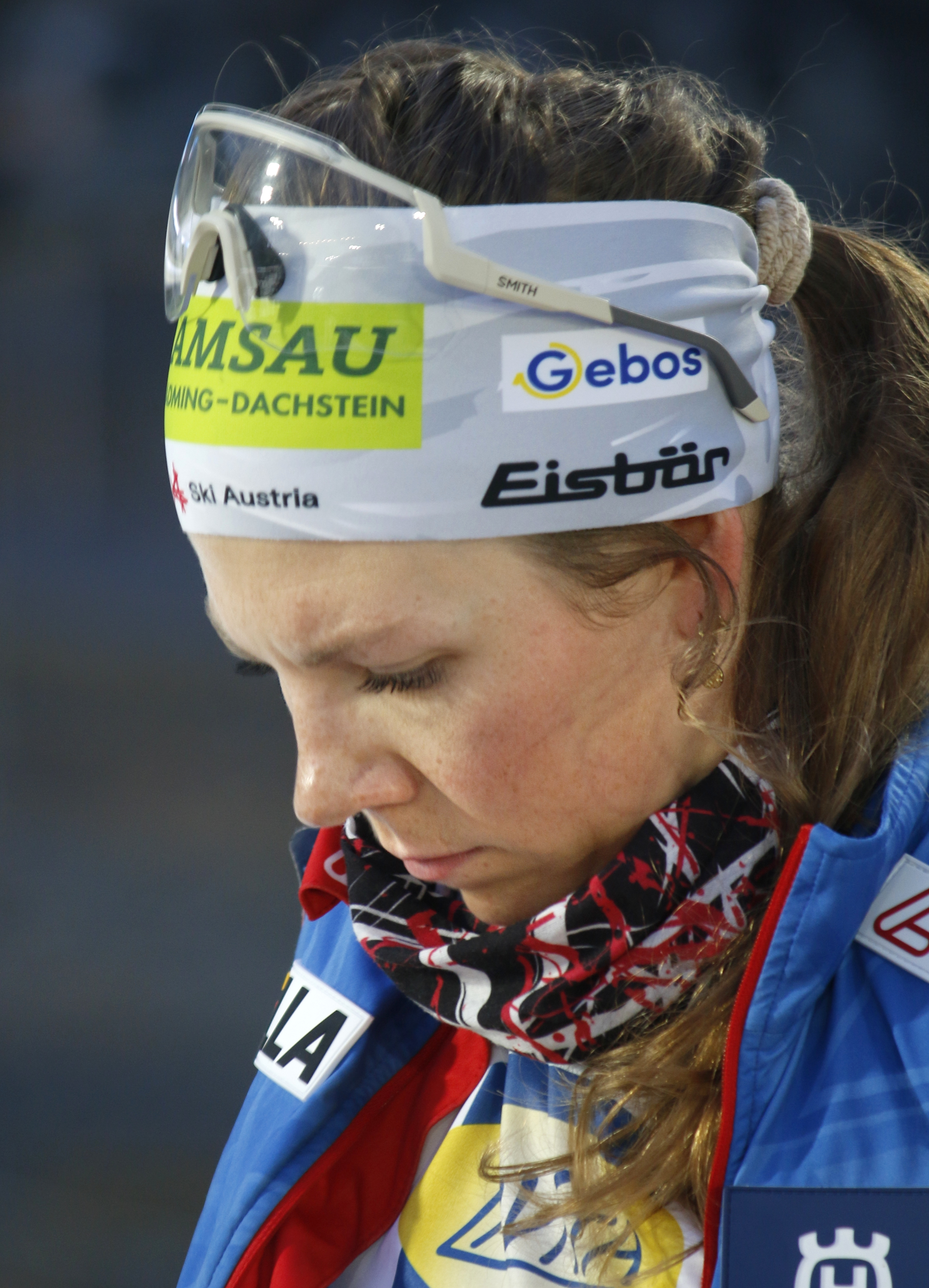
Tamara Steiner (* 1997)

- Steiner, Thaddäus (1933–2017), deutscher Germanist und Flurnamenforscher
- Steiner, Theodor (1905–1970), deutscher Hörspielregisseur
- Steiner, Thomas (* 1956), österreichischer Künstler
- Steiner, Thomas (* 1961), österreichischer Schriftsteller
- Steiner, Thomas (* 1963), österreichischer Fußballschiedsrichter
- Steiner, Thomas (* 1967), österreichischer Politiker (ÖVP), Bürgermeister von Eisenstadt, LandtagsabgeordneterThomas Steiner (* 1967)

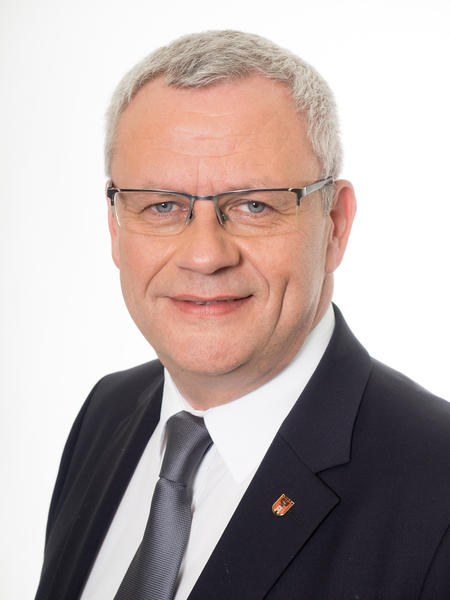
Thomas Steiner (* 1967)

- Steiner, Till Magnus (* 1984), deutscher Theologe, Exeget und Autor
- Steiner, Timo (* 1976), estnischer Komponist
- Steiner, Tommy (* 1962), deutscher Schlagersänger und Schauspieler

##### Steiner, U
- Steiner, Ubald (1882–1946), österreichischer Geistlicher und Politiker, Landtagsabgeordneter
- Steiner, Udo (* 1939), deutscher Jurist, Richter des Bundesverfassungsgerichts
- Steiner, Ulrich (1908–1961), deutscher Gutsbesitzer und Politiker (CDU)
- Steiner, Uwe (* 1955), deutscher Germanist und Literaturwissenschaftler
- Steiner, Uwe C. (* 1963), deutscher Germanist und Literaturwissenschaftler

##### Steiner, V
- Steiner, Valentina (* 2006), deutsche Tennisspielerin
- Steiner, Verena (* 1948), Schweizer Sachbuchautorin
- Steiner, Viktor (* 1957), österreichischer Wirtschaftswissenschaftler
- Steiner, Volker (* 1940), deutscher Manager

##### Steiner, W
- Steiner, Walter (1891–1975), deutscher Konteradmiral (Ing.) der Kriegsmarine
- Steiner, Walter (1935–2012), deutscher Geologe und Paläontologe
- Steiner, Walter (* 1951), Schweizer Skispringer
- Steiner, Werner der Jüngere (1492–1542), Schweizer Reformator
- Steiner, Wilfried (* 1960), österreichischer Schriftsteller
- Steiner, Wilhelm J. (1918–1985), österreichischer Rundfunkautor und Mundartdichter
- Steiner, Willy (1910–1975), deutscher Dirigent und Geiger
- Steiner, Wolfgang (* 1938), deutscher Unternehmer und Sammler
- Steiner, Wolfgang (1942–2024), deutscher Mediziner

##### Steiner, Z
- Steiner, Zara (1928–2020), britische Neuzeithistorikerin

#### Steiner-

##### Steiner-K
- Steiner-Kaufmann, Franziska (* 1992), Schweizer Politikerin (CVP)

##### Steiner-P
- Steiner-Paltzer, Gerda (1933–2020), bayerische Volksschauspielerin
- Steiner-Prag, Hugo (1880–1945), deutscher Illustrator

##### Steiner-R
- Steiner-Rost, Susanne (1908–1991), Schweizer Juristin und Frauenrechtlerin

##### Steiner-T
- Steiner-Tomić, Regula (* 1948), Schweizer Theater-, Film- und Fernsehschauspielerin

#### Steinert
- Steinert, Albert (1886–1945), deutscher Arzt und Widerstandskämpfer gegen den Nationalsozialismus
- Steinert, Bernhard (1912–1994), deutscher Autor, Komponist und Heimathistoriker
- Steinert, Carmen (* 1994), österreichische Schauspielerin
- Steinert, Carsten (* 1972), deutscher Wirtschaftswissenschaftler
- Steinert, Christoph (* 1990), deutscher Handballspieler
- Steinert, Doreen (* 1986), deutsche SängerinDoreen Steinert (* 1986)

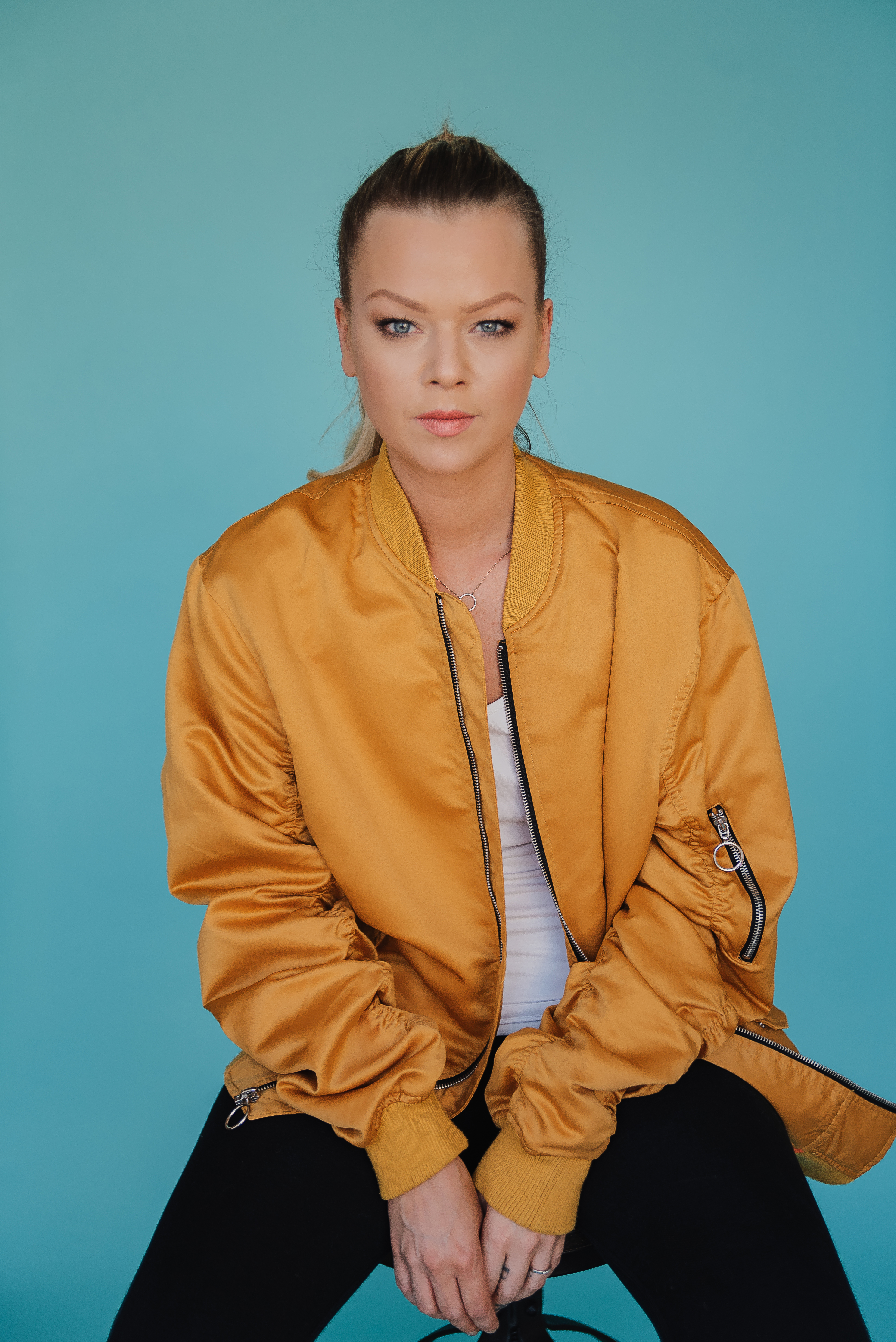
Doreen Steinert (* 1986)

- Steinert, Erhard (1952–2022), deutscher Politiker (CDU), MdL
- Steinert, Hajo (* 1952), deutscher Journalist
- Steinert, Hannes (* 1954), deutscher Maler
- Steinert, Hans (1875–1911), deutscher Internist
- Steinert, Heinz (1942–2011), österreichischer Soziologe und Kriminologe
- Steinert, Johann Georg (1740–1807), preußischer Hofgärtner
- Steinert, Jörg (* 1960), deutscher Künstler, Bildhauer, Plastiker
- Steinert, Jörg (* 1982), deutscher Bürgerrechtler
- Steinert, Judith (* 1995), deutsche Fußballspielerin
- Steinert, Jürgen (1937–2025), deutscher Politiker (SPD) und Wirtschaftsmanager
- Steinert, Kristin (* 1987), deutsche Hammerwerferin und Bobsportlerin
- Steinert, Lutz (* 1939), deutscher Fußballspieler
- Steinert, Marius (* 1984), deutscher Eishockeyspieler
- Steinert, Marlis G. (1922–2005), deutsche Dolmetscherin, Konfliktforscherin und Historikerin
- Steinert, Martha (1882–1967), deutsche Pädagogin und Schulbuchautorin
- Steinert, Martin (* 1959), deutscher Bildhauer
- Steinert, Matthias (* 1964), deutscher Chirurg, Forscher und Hochschullehrer
- Steinert, Otto (1915–1978), deutscher Fotograf
- Steinert, Paul (1888–1951), deutscher Gewerkschafter und Politiker (SPD), MdL
- Steinert, Sven (* 1983), deutscher Musiker
- Steinert, Thomas (1949–2022), deutscher Fotograf
- Steinert, Wolfgang (1940–2010), deutscher Elektroingenieur

### Steines
- Steines, Bert (1929–1998), deutscher Leichtathlet und Olympiateilnehmer
- Steines, Gerhard (* 1947), deutscher Kugelstoßer und Journalist
- Steines, Günther (1928–1982), deutscher Leichtathlet und Olympiamedaillengewinner
- Steines, Ludwig (* 1881), deutscher Jurist, Rechtsanwalt und 1945/46 Landrat des Landkreises Ottweiler